# Salvago
 (octobre 2023).
Si vous disposez d'ouvrages ou d'articles de référence ou si vous connaissez des sites web de qualité traitant du thème abordé ici, merci de compléter l'article en donnant les références utiles à sa vérifiabilité et en les liant à la section « Notes et références ».
Salvago est le nom d'une famille d'origine génoise qui a donné une dynastie de jeunes de langues, de drogmans. Ses membres ont servi essentiellement la république de Venise.
Cette famille a possédé pendant plus d'un siècle le palais qui servait d'ambassade à la république de Venise à Constantinople. Les héritiers dudit palais furent les familles Pisani et Testa.
Des Salvago sont aussi signalés en Corse du temps de l'occupation génoise, au XVe siècle.

## Membres
- Georges Salvago (1896-1976), homme politique français.

## Source
- Marie de Testa & Antoine Gautier,"Drogmans et diplomates européens auprès de la Porte ottomane", éditions ISIS, Istanbul, 2003, p. 130-131.